# Grästärnen
Grästärnen är en sjö i Askersunds kommun i Närke och ingår i Motala ströms huvudavrinningsområde. Sjöns area är 0,0006 kvadratkilometer och den är belägen 167 meter över havet.